# Lista de membros da Royal Society eleitos em 1946
Esta é uma lista de Membros da Royal Society eleitos em 1946.

## Fellows
- Agnes Arber
- Wilson Baker
- Sir George Lindor Brown
- Sir Roy Cameron
- Frank Dickens
- Harry Julius Emeléus
- Sir Frank Engledow
- Edmund Brisco Ford
- Robert Alexander Frazer
- Sir Claude Dixon Gibb
- Edward Guggenheim
- Robert Hill
- Jack Mackenzie
- Sir Ernest Marsden
- William Penney
- Sir John Randall
- Roderick Oliver Redman
- Archibald Read Richardson
- Louis Rosenhead
- John Alexander Sinton
- Harold Haydon Storey
- Sir Harold Warris Thompson
- John William Trevan
- Lawrence Wager
- Sir Francis Walshe
- Maurice Yonge

## Foreign Members
- Herbert Gasser
- Frédéric Joliot-Curie
- Theodore von Kármán
- Erik Stensiö